# كاميرون وودورد
كاميرون وودورد (بالإنجليزية: Cameron Woodward)‏ هو متسابق دراجات نارية أسترالي، ولد في 8 يناير 1985 في ميلدورا في أستراليا.

## وصلات خارجية
- الموقع الرسمي